# سیارک ۷۶۸۱
سیارک ۷۶۸۱ (به انگلیسی: 7681 Chenjingrun، نامگذاری:1996YK2) هفت هزار و ششصد و هشتاد و یکمین سیارک کشف شده‌است که در ۲۴ دسامبر ۱۹۹۶ کشف شد.
قدر مطلق سیارک برابر ۱۳٫۴۰ است.